# Bezuprečnyj (cacciatorpediniere 1937)
Il Bezuprečnyj fu un cacciatorpediniere della Voenno-morskoj flot, entrato in servizio nell'ottobre 1939 e parte della classe Gnevnyj.
Assegnata alla Flotta del Mar Nero, la nave fu impegnata in azione nel corso della seconda guerra mondiale prendendo parte alla battaglia di Odessa e all'assedio di Sebastopoli in missioni di trasporto truppe e supporto di fuoco ai reparti a terra. In rotta per Sebastopoli con un carico di rifornimenti e truppe, il 26 giugno 1942 l'unità finì affondata in un attacco di bombardieri tedeschi con gravissime perdite umane.

## Storia
La nave fu impostata il 23 agosto 1936 presso il Cantiere navale No. 200 di Nikolaev con il numero di scalo 1069; l'unità fu poi varata il 25 giugno 1937 con il nome di Bezuprečnyj (Безупречный, "impeccabile" in lingua russa), e quindi completata il 2 ottobre 1939.
Al momento dell'invasione tedesca dell'Unione Sovietica il 22 giugno 1941, il Bezuprečnyj era assegnato in forza alla 2ª Divisione cacciatorpediniere della Flotta del Mar Nero e, tra il 23 e il 25 giugno, fu subito impegnato nella posa di campi minati difensivi al largo della base di Sebastopoli. Il 9 luglio la 2ª Divisione, comprendente oltre al Bezuprečnyj il cacciatorpediniere conduttore Char'kov e i cacciatorpediniere Bodryj, Bojkij e Bespoŝadnyj, compì un'infruttuosa incursione contro il traffico navale dell'Asse nei pressi dell'Isola dei Serpenti; tra il 14 e il 17 agosto invece il cacciatorpediniere protesse il trasferimento di svariate navi ancora in costruzione da Nikoalev a Sebastopoli. In seguito la nave partecipò agli scontri della battaglia di Odessa, bombardando il 19 agosto le postazioni dell'Asse attorno alla città con 52 colpi dei suoi pezzi da 130 mm, e trasportando nella piazzaforte i reparti della 157ª Divisione fucilieri sovietica tra il 16 e il 21 settembre. Il 22 settembre il Bezuprečnyj fu impegnato nello sbarco di una compagnia di fanteria di marina nei pressi di Grigorievka; mentre l'operazione era in corso la nave fu attaccata da bombardieri in picchiata Junkers Ju 87 Stuka tedeschi del StG 77: sebbene non centrata in pieno, l'unità fu raggiunta da numerose schegge di bombe che la lasciarono senza propulsione, e il cacciatorpediniere Bespoŝadnyj dovette trainarla a Odessa per svolgere riparazioni di emergenza. Il 28 settembre il cacciatorpediniere Šahowmyan rimorchiò il Bezuprečnyj da Odessa a Sebastopoli dove furono portati a termine altri lavori di riparazione.
Il 3 novembre il Bezuprečnyj si trasferì con le proprie forze da Sebastopoli a Poti per completare le riparazioni, tornando in servizio alla fine del mese; l'8 dicembre seguente, tuttavia, il cacciatorpediniere entrò in collisione con il piroscafo Mestkom e dovette sostare nuovamente in cantiere per dieci giorni per riparare i danni allo scafo. Al rientro in servizio il cacciatorpediniere fu intensamente impegnato negli eventi dell'assedio di Sebastopoli, trasportando truppe e rifornimenti nella piazzaforte e bombardando le postazioni dei tedeschi assedianti; tra il 25 dicembre e il 2 gennaio 1942 il Bezuprečnyj sparò non meno di 304 colpi di grosso calibro nella zona di Sebastopoli. La nave continuò con le sue operazioni a Sebastopoli anche nei primi mesi del 1942, salvo che per un breve periodo in maggio quando fu sottoposta a un ciclo di lavori di manutenzione.
Il 16 giugno 1942 il Bezuprečnyj, in coppia con l'incrociatore Molotov, bombardò le postazioni dell'Asse attorno a Sebastopoli con 240 colpi di grosso calibro; portato a termine il cannoneggiamento il cacciatorpediniere diresse per Sebastopoli dove doveva sbarcare il suo carico, 320 soldati della 142ª Brigata fucilieri, 20 tonnellate di munizioni, 15 tonnellate di vettovaglie e 2 tonnellate di materiale aeronautico. Il rotta per il porto il cacciatorpediniere finì sotto attacco da parte degli Stuka del StG 77, venendo raggiunto da diverse bombe che lo colarono rapidamente a picco; il cacciatorpediniere Taškent cercò di prestare soccorso ai naufraghi, ma dovette ritirarsi a causa della minaccia di ulteriori attacchi aerei tedeschi. Solo tre superstiti furono recuperati, il giorno seguente, dai sommergibili sovietici M-112 e M-118: tutti i soldati imbarcati e circa 300 marinai del cacciatorpediniere persero la vita nell'affondamento.